# Instituto Nacional de Geriatría

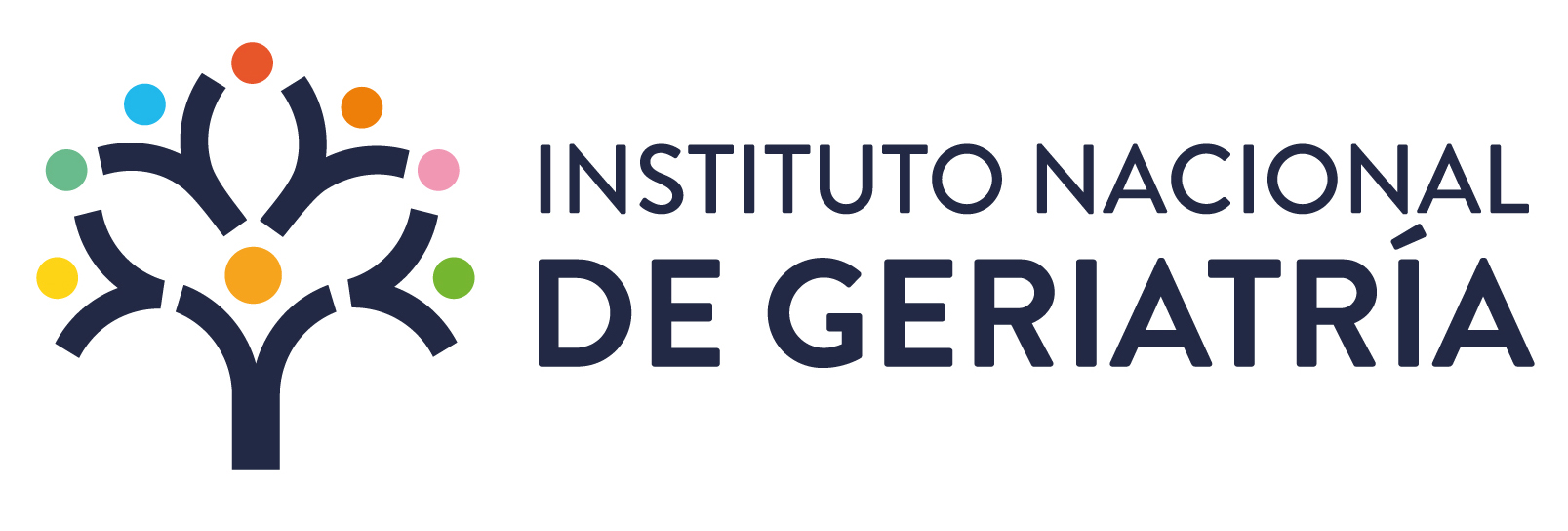
Logo Instituto Nacional de Geriatría - Chile

El Instituto Nacional de Geriatría Presidente "Eduardo Frei Montalva" (INGER) es un recinto hospitalario público de alta complejidad, centro de referencia nacional para tratamientos geriátricos, que forma parte de la red asistencial del Servicio de Salud Metropolitano Oriente. Se encuentra ubicado en Avenida José Manuel Infante n.º 370, en la comuna de Providencia, Santiago, Chile. 

## Historia
En medio de la epidemia de viruela de 1909, debido a que los tuberculosos del Hospital San José tuvieron que ser trasladados a otros sitios, la Compañía de Jesús decidió vender a la Junta de Beneficencia de Santiago una quinta aledaña al Hospital del Salvador, en donde se podían instalar nuevas salas de atención.
Llamado Hospital San Luis, el nuevo recinto comenzó con 60 camas, y para 1910 se reorganizó para atender menores con enfermedades infecciosas, y desde 1913 acogió unas salas especiales para enfermos de difteria.
Con el tiempo se transformó en la sección de dermatología del Hospital del Salvador, y en 1968 acogió a algunos pacientes del Hospicio de Santiago, que atendía a pacientes con problemas psiquiátricos.
En 1976 se transformó en el Centro Geriátrico, y en 1984 fue nombrado como centro especializado para la atención del adulto mayor. En el año 1997 se convirtió en el Instituto Nacional de Geriatría, y en 1999 tomó el nombre del presidente Eduardo Frei Montalva.
En la actualidad, es el único hospital público especializado a nivel nacional destinado a la atención de Geriatría Aguda, con un modelo de atención integral e interdisciplinario.

## Niveles de atención
El Instituto Nacional de Geriatría se compone de:

### Unidad Geriátrica Aguda (UGA)
La Unidad Geriátrica de Hospitalización Aguda (UGA) es una unidad especializada en la atención de pacientes Adultos Mayores, con fragilidad y/o con patología aguda o crónica reagudizada, y que como consecuencia de la misma presentan pérdida de su capacidad funcional.
La actividad asistencial de la unidad tiene como objetivo recuperar el problema de salud comprometido, y concomitantemente se trata de restablecer la funcionalidad comprometida, a través de la participación de un equipo interdisciplinario especializado en diagnósticos y manejo de pacientes geriátricos.
El paciente que ingresa a UGA es Adulto Mayor con polipatologia, con  más de 60 años de edad, portador de  patología aguda o crónica reagudizada, con pérdida de funcionalidad en actividades de la vida diaria. Junto con tratar su afección aguda, se procura rehabilitar en recuperar las capacidades funcionales perdidas.

### Nivel ambulatorio
Comprende los siguientes niveles asistenciales o Unidades Clínicas: 

### Consulta de Especialidad Ambulatorio CEA.
Se realiza la consulta geriátrica y es la puerta de entrada del Instituto. El paciente viene derivado de la APS, donde ingresa luego de haber tomado su hora en el SOME.
El Modelo de atención en la unidad es el EME, es decir el paciente es atendido por una Enfermera, luego el Médico y nuevamente por la Enfermera. Es recibido por la enfermera, quien realiza un pre de enfermería consistente en una anamnesis farmacológica, se aplica el test de Barthel, un control de enfermería, donde se consideran signos vitales, medidas antropométricas, circunferencias de pantorilla, hemoglucotes (HGT) y electrocardiograma y adherencia al tratamiento. Se pesquisan descompensaciones de patologías crónicas, se deriva a APS si es necesario, se refuerzan contenidos educativos. Además se pesquisan casos sociales que son derivados a la Asistente Social y se realizan educaciones de tipo individual y grupal.
Luego, el médico realiza una evaluación general y un plan terapéutico. (examen físico, anamnesis de enfermedades, diagnóstico, síndrome geriátrico, etc.) El paciente egresa con el plan terapéutico y es atendido nuevamente por la enfermera, quien realiza el post de enfermería, revisa las indicaciones médicas, entrega y/o refuerza indicaciones médicas, deriva si corresponde a otros hospitales, a consultorio, especialidades, imagenología, laboratorio, entrega de ayudas técnicas y se entrega hora para exámenes de sangre a realizar en toma de muestra del INGER

### Neuropsicogeriatría
En este nivel se entregan las prestaciones de Consulta médica de especialidad de Psicogeriatría y Neurología – geriátrica. Atiende a pacientes geriátricos portadores de Trastorno de Ansiedad, Trastorno del Ánimo y Trastorno Cognitivo leve a moderado. Prestaciones que puede ser complementada con las actividades de Neuropsicólogo, Psicólogo clínico y Talleres de memoria.
Evaluación e inicio de tratamiento de Maltrato complejo síndrome geriátrico, este es detectado en cualquiera de los niveles asistenciales de INGER y derivado a esta unidad clínica, está identificada como una prestación PPV Violencia Intrafamiliar (VIF) tiene un protocolo de intervención enfocada a desarrollar un esquema de tratamiento y apoyo para aquellos Adultos Mayores, y su entorno familiar, con antecedentes de Violencia intrafamiliar problema creciente, en el contexto de un entorno familiar sobrepasado por la convivencia diaria con personas que han desarrollado Trastornos Cognitivos, situación que presenta un aumento progresivo en nuestra sociedad, debido a los importantes cambios demográficos, secundarios al envejecimiento de la población, con un lento desarrollo de soportes sociales.
Esta unidad de alta especialidad desarrolla su accionar con pacientes que son derivados desde los distintos niveles asistenciales del Instituto Nacional de Geriatría.

### Hospital de Día
Presta atención al paciente que por su condición clínica global y estado de salud funcional requiere de la atención de médico geriatra y que su plan terapéutico considerad la prestaciones integradas de más de un profesionales en forma ambulatoria, lo que permite disminuir los días de hospitalización como a su vez evitar hospitalizaciones en pacientes que están en condiciones de recibir tratamiento en este nivel asistencial que se entrega en sesiones de 4 horas diarias en jornada de mañana o tarde.
Actualmente se desarrollan en la Unidad de Hospital de Día las siguientes actividades:
Evaluación Geriátrica Multiprofesional: Actividad que consiste en atención de evaluación otorgada por un equipo multidisciplinario de profesionales de la salud, Enfermera, Kinesiólogo, Terapeuta Ocupacional, los que aplican protocolos de evaluación altamente específicos con cuyos informes integrados son evaluados por médico geriatra quien formula un diagnóstico y plan terapéutico basado en evaluación geriátrica integral y los informes de profesionales el que puede ser la derivación a otro nivel asistencial de INGER, a otro Centro Asistencial de la Red o la contrarreferencia a APS con la propuesta de la continuidad de un plan terapéutico específico.
Esta prestación se entrega a todo paciente que requiera de una evaluación exhaustiva, con la finalidad de diagnosticar con precisión su grado de Funcionalidad, con la identificación de los órganos que están afectando el estado de salud funcional y que de acuerdo al pronóstico inicial se plantea la posibilidad de recuperación a través de intervenciones clínicas y de funcionalidad
Evaluación, diagnóstico y tratamiento de Síndrome de Trastorno de Marcha o de caída frecuente: Tiene como objetivos definir la etiología de las caídas frecuentes y trastornos de marcha susceptibles de terapéutica, Planificar tratamiento de este Síndrome y prevenir la ocurrencia de nuevos eventos de caídas, al igual que detectar la presencia del síndrome de Post-caída y tratarlo.
Evaluación, diagnóstico y tratamiento de compromiso del Estado funcional global: A esta unidad ingresan aquellos pacientes que presentan un déficit de su Funcionalidad en forma secundaria a diversas patologías, tales como Sarcopenia que compromete la funcionalidad en forma global, trastornos neurológicos como ACV, insuficiencia cardiaca o insuficiencia pulmonar que en forma secundaria comprometen el estado de salud funcional, enfermedades de aparato locomotor como Lumbago crónico , Hombro doloroso entre otros; que por presencia de dolor crónico, reposo prolongado comprometen el estado de salud funcional, los cuales no pueden ser resueltos en APS y requieren entonces tratamiento con un equipo multidisciplinario.

### Alivio del dolor y cuidados paliativos
Esta unidad posee los siguientes objetivos: Proporcionar el conjunto de Cuidados y Tratamientos necesarios durante el proceso de atención a Adultos Mayores de 60 años o más, con diagnóstico de Cáncer en etapa terminal. Este servicio es otorgado por un equipo multidisciplinario, integrado por Médico, Psicólogo, Enfermera, Químico Farmacéutico Clínico y Técnico Paramédico